# Schmuckkörbchen
Das Schmuckkörbchen (Cosmos bipinnatus, Syn.: Cosmea bipinnata, Bidens formosa (Bonato) Sch.Bip., Coreopsis formosa Bonato), auch Fiederblättrige Schmuckblume oder Kosmee genannt, ist eine Pflanzenart der Gattung Kosmeen (Cosmos) in der Familie der Korbblütler (Asteraceae). Sie ist vor allem durch ihre Verwendung als einjährige Zierpflanze bekannt. Manche Sorten sind auch als Schnittblumen geeignet.

## Beschreibung

### Vegetative Merkmale

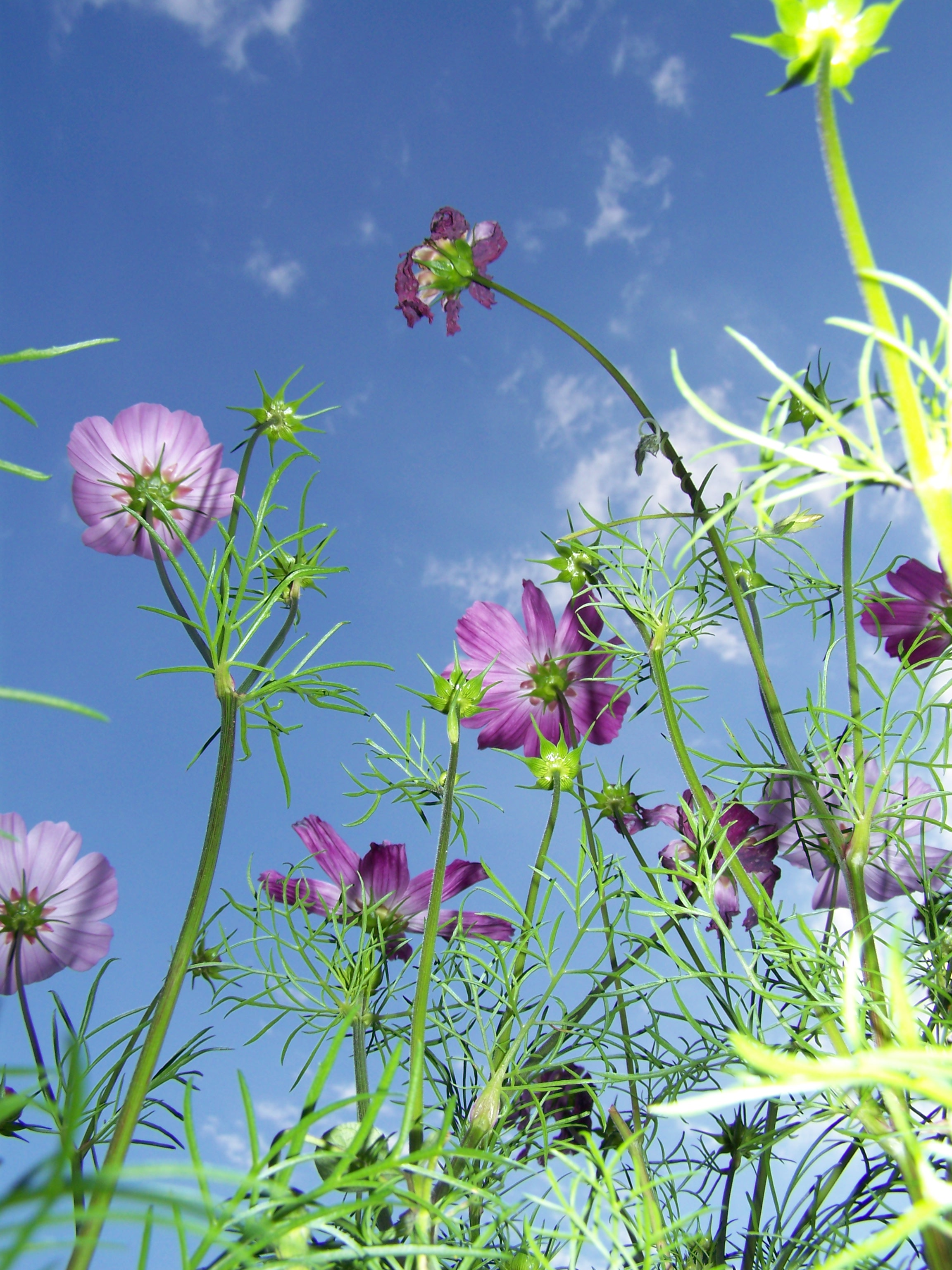
Habitus

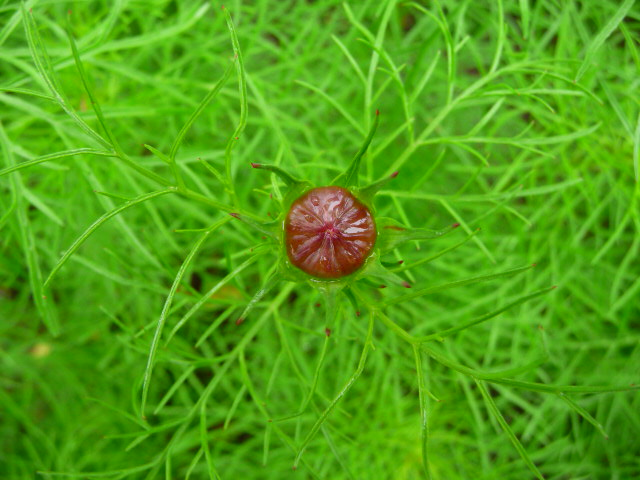
Geschlossenes Körbchen

Cosmos bipinnatus sind einjährige krautige Pflanzen, die Wuchshöhen von bis zu 2 m erreichen. Der verzweigte Stängel ist meist dicht bis vereinzelt mit feinen, nach oben hin aufgespaltenen, rauen Trichomen besetzt, einige Exemplare sind auch komplett unbehaart. Die einschließlich des Blattstieles meist 5 bis 15 cm langen Laubblätter sind zwei- bis dreifach fiederspaltig geteilt. Der Blattstiel selbst ist unscheinbar, geflügelt, 10 (selten bis 15) mm lang, manchmal sind die Blätter auch fast aufsitzend. Die Teilblätter sind linealisch-fadenförmig bis eng linealisch mit einer Breite von 0,5 bis 1 (selten bis 1,7) mm; die Spitzen sind zugespitzt, verhärtet, aber nicht besonders scharf.

### Blütenstände und Blüten

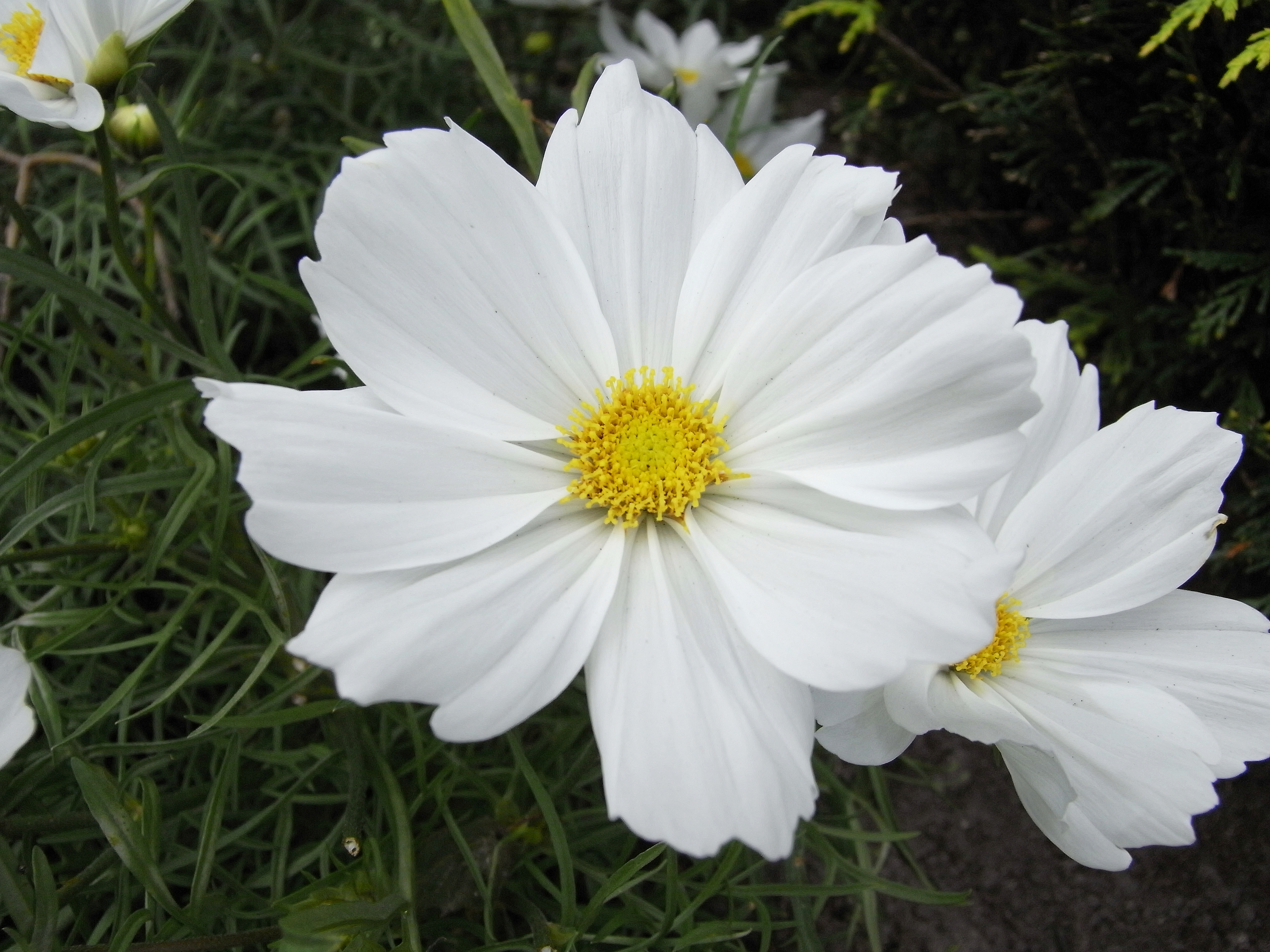
Weiße Blüte

Die sehr auffälligen körbchenförmigen Blütenstände haben einen Durchmesser von meist 5 bis 7 (selten 8) cm und enthalten Zungen- und Röhrenblüten, die von Hüllblättern umgeben sind. Die äußeren Hüllblätter stehen meist zu acht und sind eiförmig bis lanzettlich-schwanzähnlich geformt, 7 bis 15 mm lang, 3 bis 5 (selten 6) mm breit. Die inneren Hüllblätter sind eiförmig-lanzettlich und 8 bis 12 mm lang. Sie sind durchscheinend mit vielen schwarzen Streifen und einem bis zu 1 mm breiten klarem Rand, der manchmal gelbliche oder rosa Pigmente aufweist, die Spitze ist bewimpert. Die Spreublätter haben gold-gelbe, fadenförmige Spitzen und ragen zwischen den Röhrenblüten hervor. Die verbreiterte Basis dieser Spreublätter ist durchscheinend, mit einer gelben Linie versehen.
Die meist acht Zungenblüten sind rosa bis violett oder weiß gefärbt, an der Basis können auffällig durch Anthocyanin gefärbte Flecken auftreten. Die Zungen sind umgekehrt eiförmig geformt, haben eine Länge von meist 20 bis 35 (16 bis 40) mm und eine Breite von meist 12 bis 20 (8 bis 25) mm. Die Spitzen sind fast abgestumpft und weisen drei breite, wellige Zähne auf. Darunter sind sie stark verjüngt.

Pollenkörner des Schmuckkörbchens (400×)

Im Zentrum der Blütenkörbchen befindet sich eine große Zahl an Röhrenblüten (auch Scheibenblüten genannt), deren verwachsene Kronblätter gelb sind, im unteren Bereich weiß werden und eine Länge von 5 bis 6 mm erreichen. Die Staubbeutel sind bräunlich-schwarz und etwa 3 mm lang, an den Spitzen stehen kurz-dreieckige, durchscheinende Anhänge mit einer Länge von 0,5 bis 0,8 mm. Die Verzweigungen des Griffels sind kurz und eher stumpf, mit einer Länge von 0,5 mm.
Ähnlich wie die essbaren Blüten der Kamille und von Dahlien enthalten die Blüten der Cosmos bipinnatus das Flavonoid Apigenin.

### Früchte

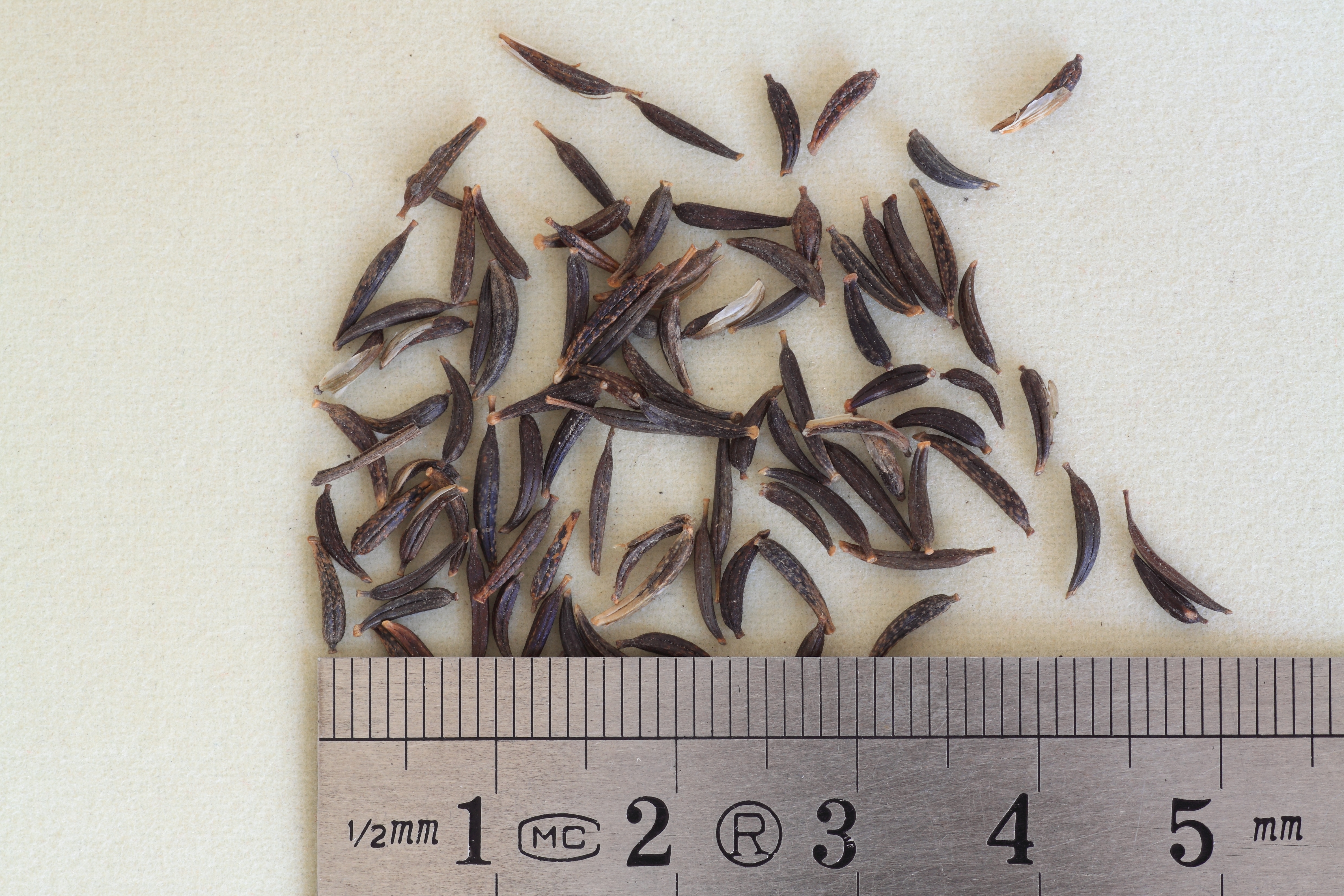
Früchte

Die Achänen werden schwärzlich, sind glatt oder kurz-borstig. Ihre Form ist linealisch-spindelartig, die Länge der äußeren Achänen beträgt 5 bis 8 mm. Sie sind zu einem kurzen, 0,5 bis 1,7 mm langen, aber deutlich ausgeprägten Rostrum abgerundet. Die inneren Achänen sind bis zu 18 mm lang, ihre gelblichen Schnäbel sind 4 bis 5 (selten bis 10) mm lang. Ein Pappus fehlt oder er besteht nur aus zwei bis drei grannenartigen, 1 bis 3 mm  großen Borsten.

### Chromosomenzahl
Die Chromosomenzahl beträgt 2n = 24.

## Verbreitung
Cosmos bipinnatus stammt ursprünglich aus dem Gebiet von Arizona in den USA über Mexiko und Guatemala bis Costa Rica. Da sie in vielen Ländern als Zierpflanze verwendet wird und zum Verwildern neigt, ist sie in vielen Gebieten der Welt eine invasive Pflanze.

## Galerie

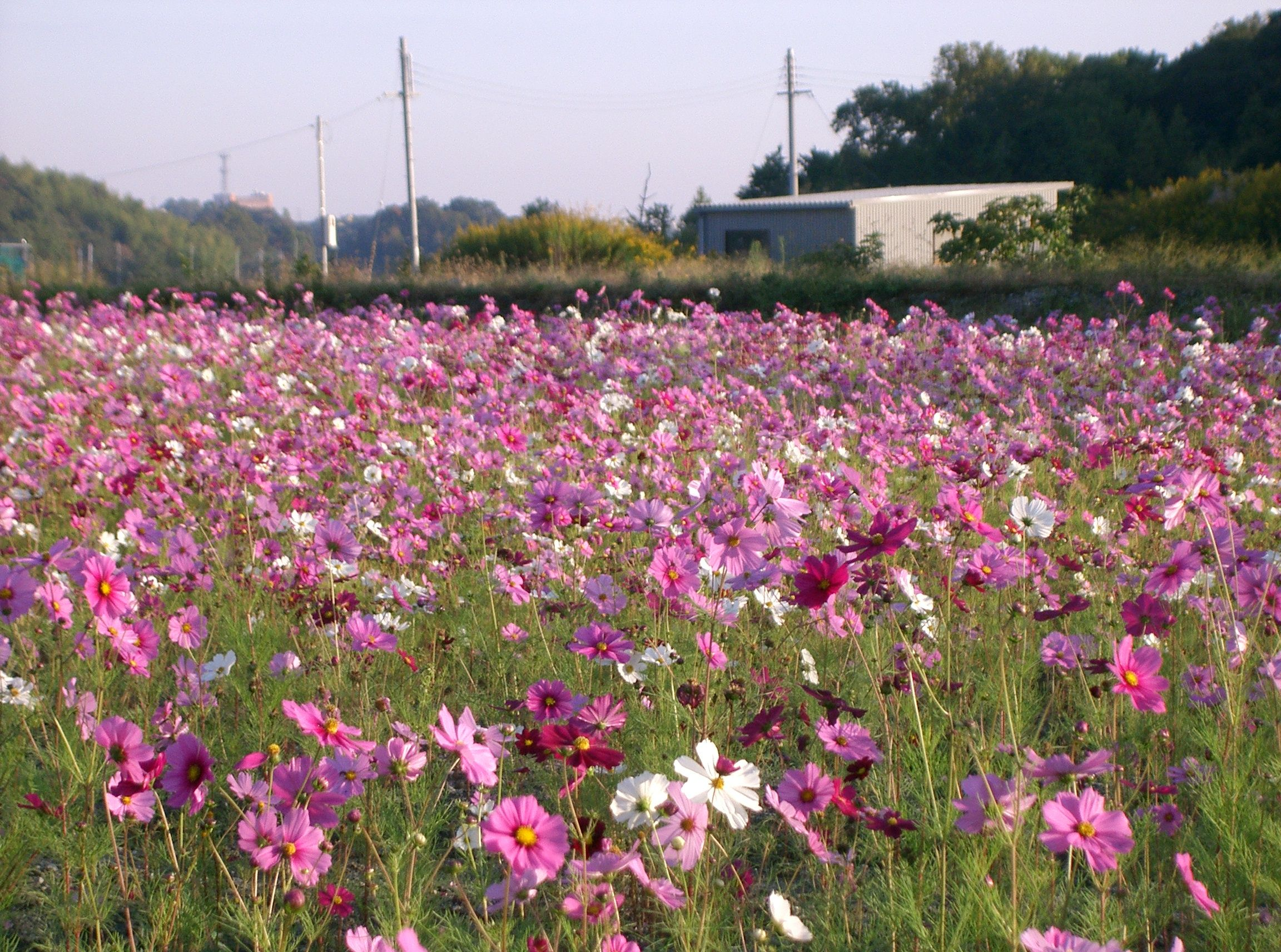
Typische Farbpalette in einem dichten Bestand
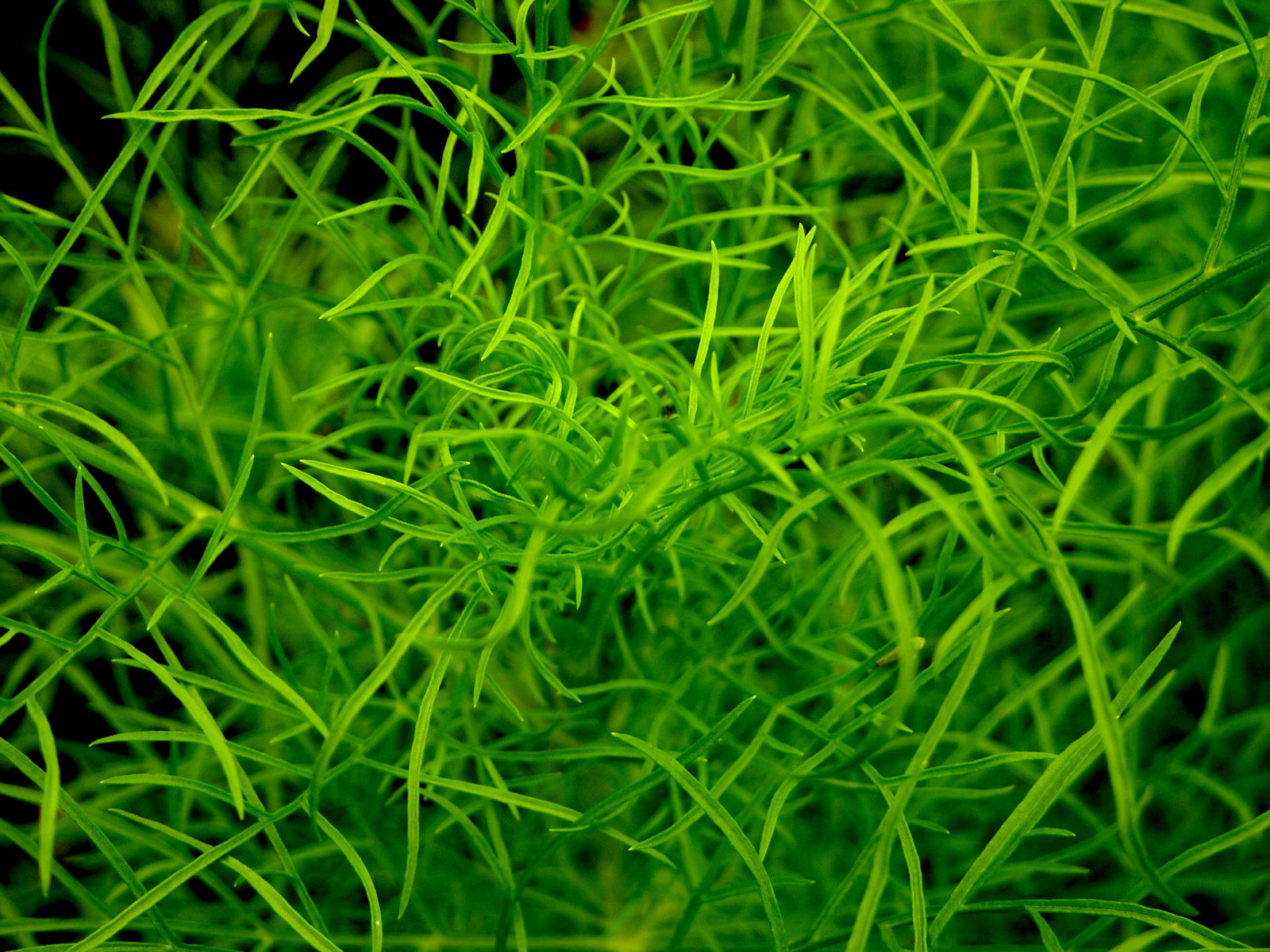
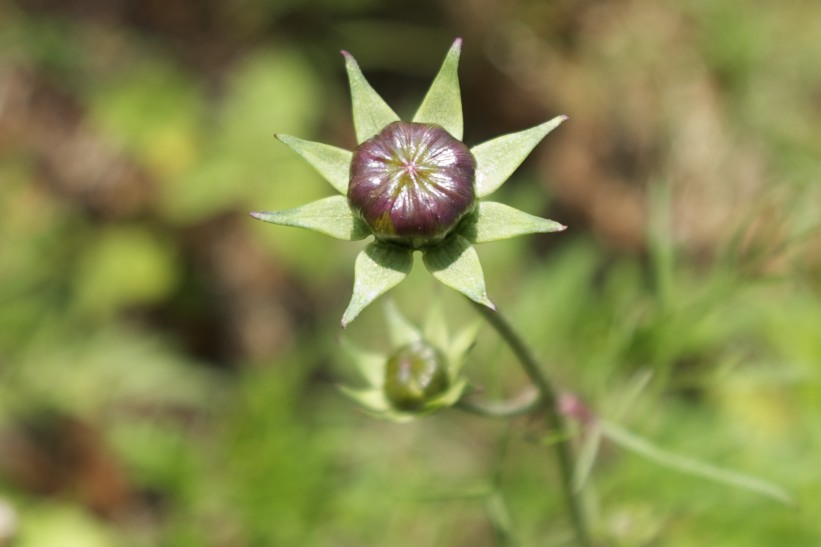
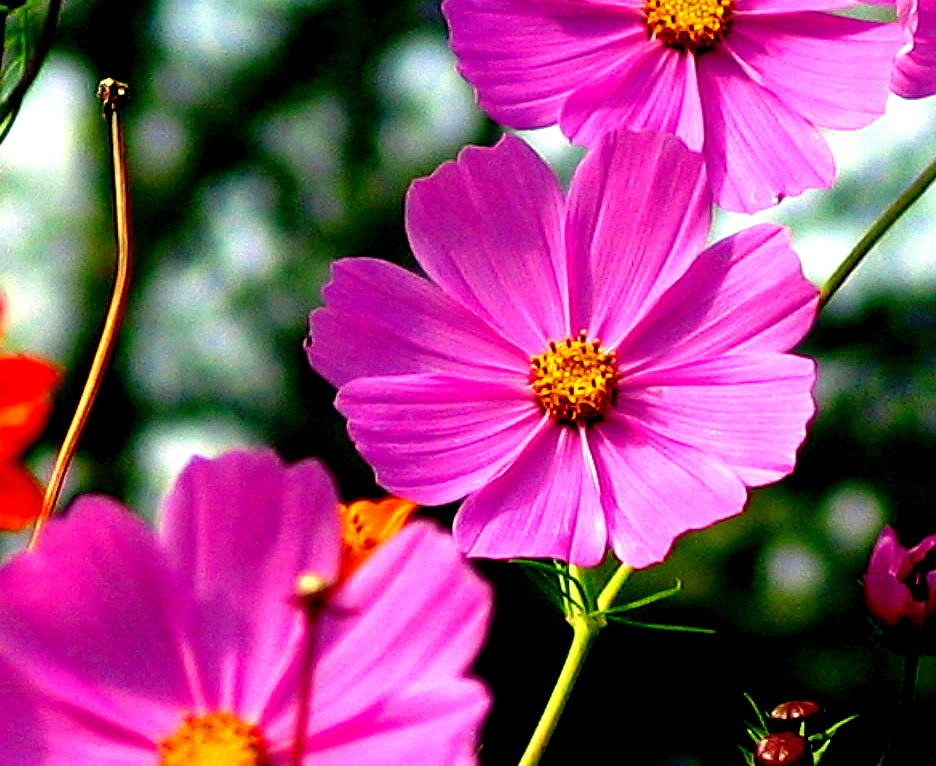
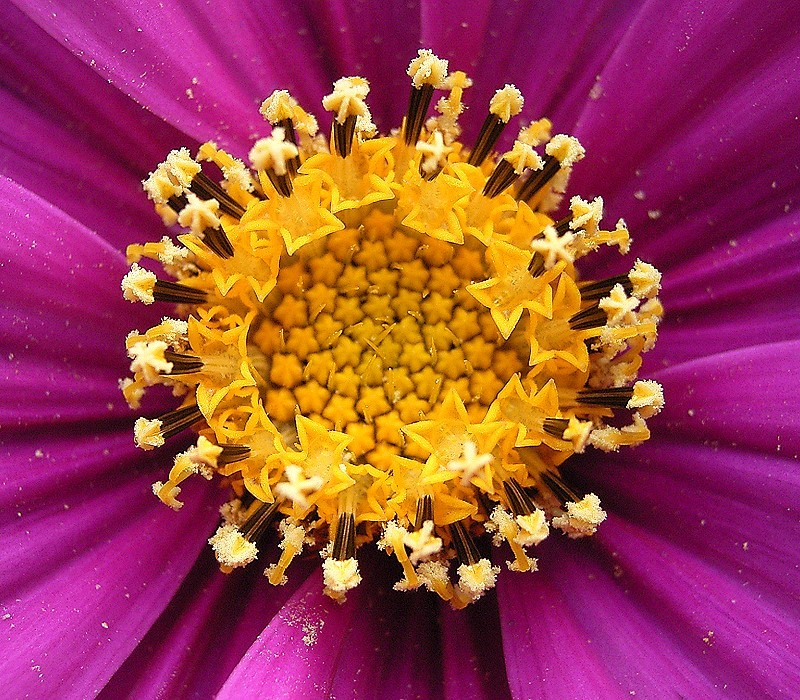
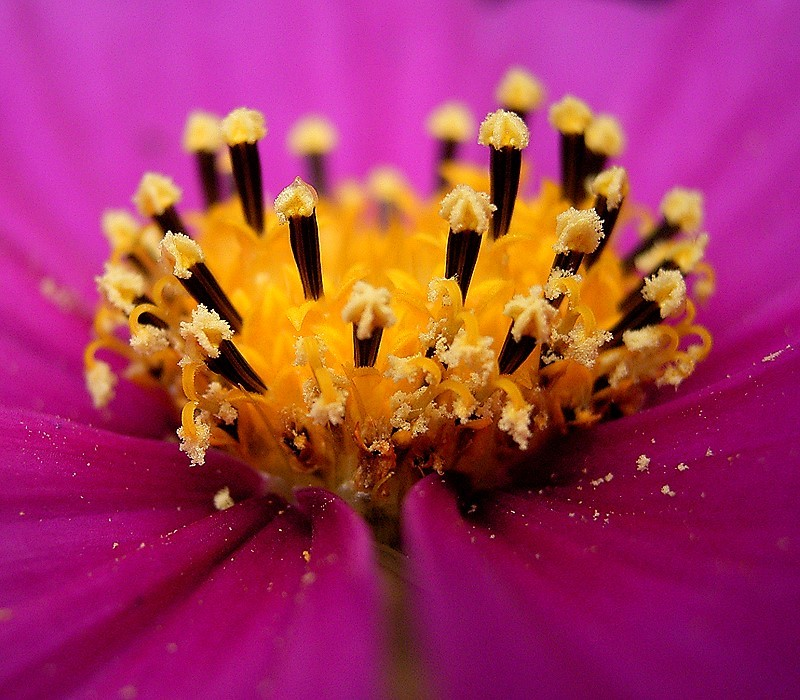
Seitlicher Aspekt
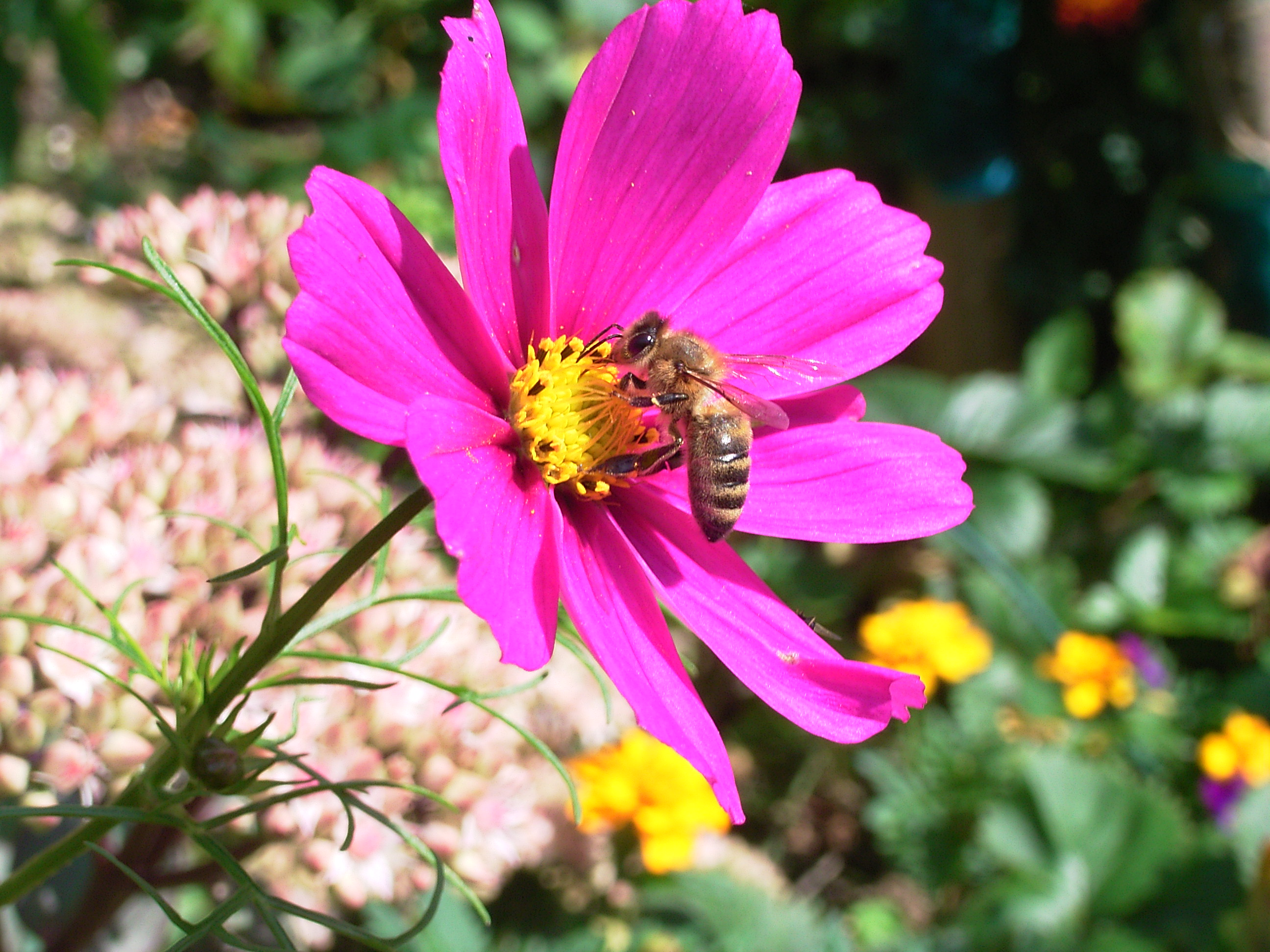
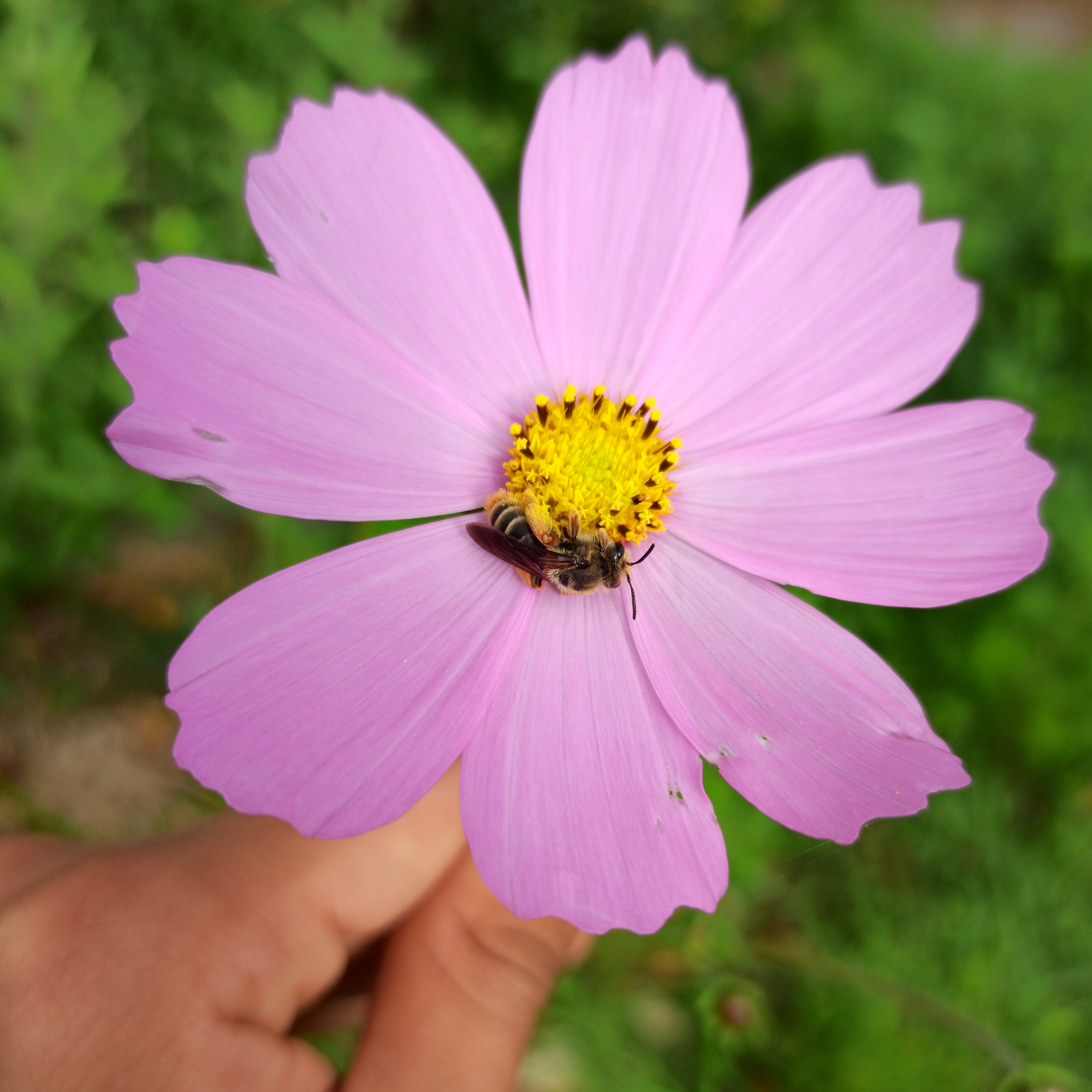
Andrena Bestäubung
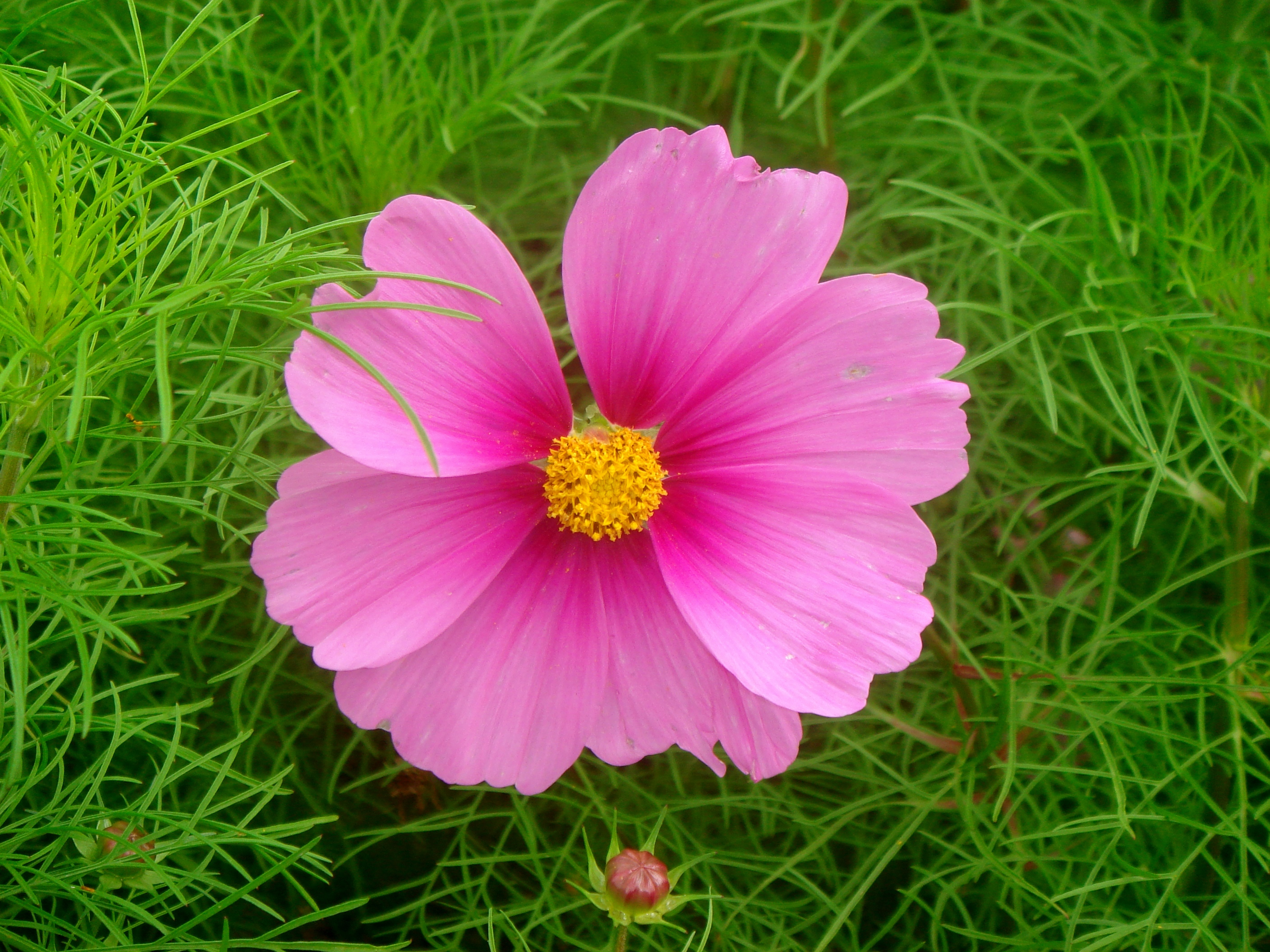
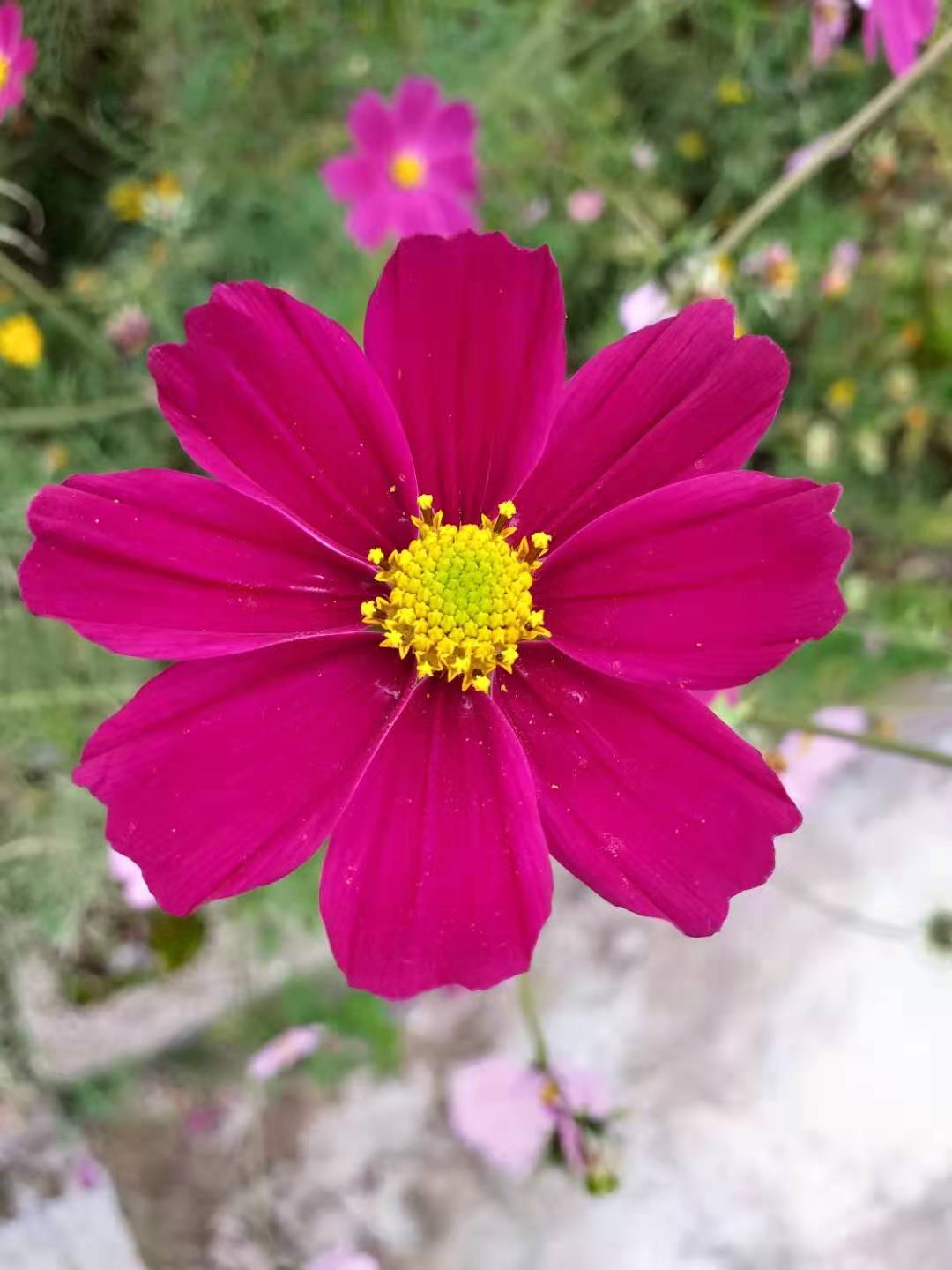
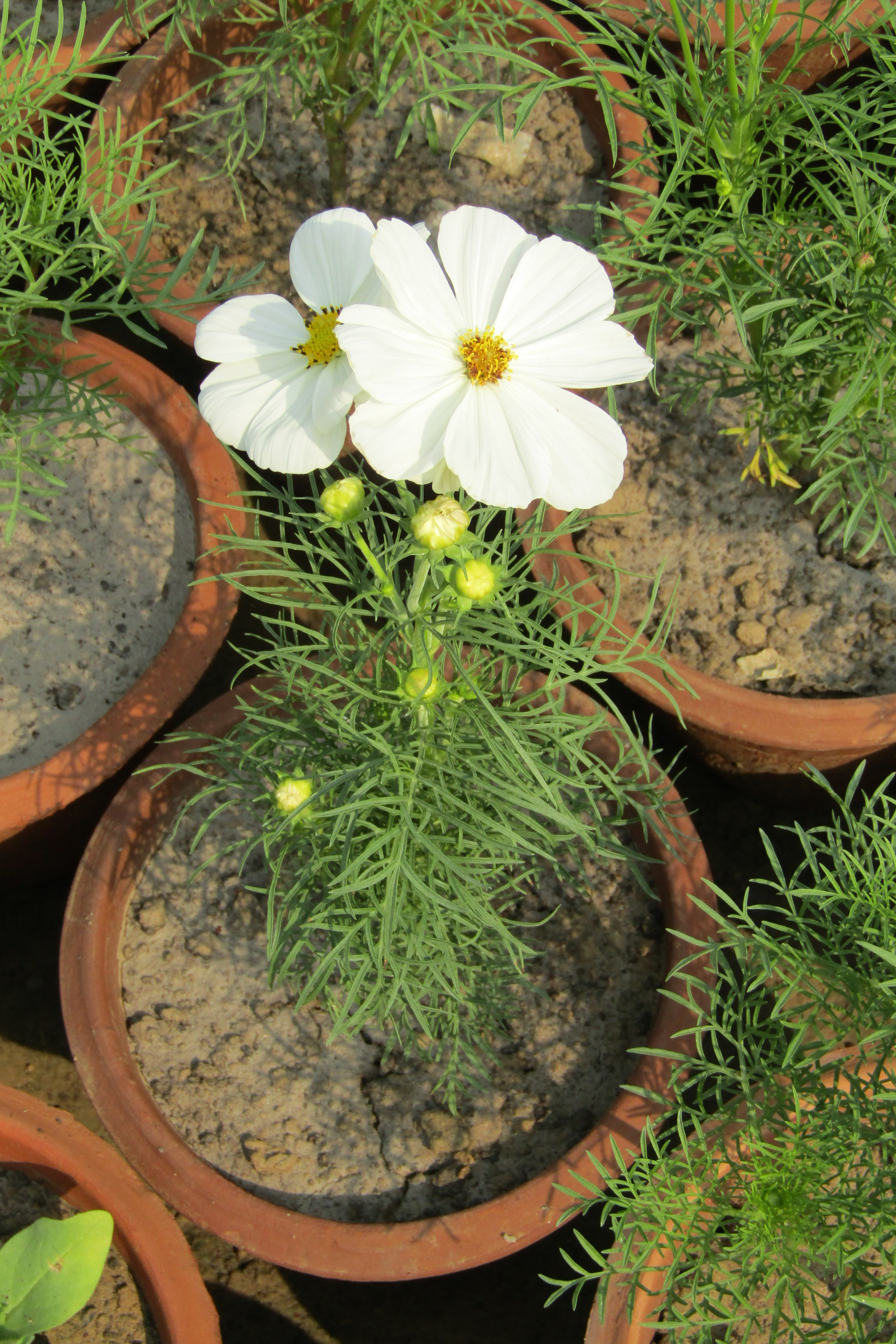